# Tessmannianthus
Tessmannianthus är ett släkte av tvåhjärtbladiga växter. Tessmannianthus ingår i familjen Melastomataceae.
Kladogram enligt Catalogue of Life:
| Tessmannianthus | \| \| Tessmannianthus calcaratus \| \| \| \| \| \| Tessmannianthus carinatus \| \| \| \| \| \| Tessmannianthus cenepensis \| \| \| \| \| \| Tessmannianthus heterostemon \| \| \| \| \| \| Tessmannianthus quadridomius \| \| \| \| |
|                 | \| \| Tessmannianthus calcaratus \| \| \| \| \| \| Tessmannianthus carinatus \| \| \| \| \| \| Tessmannianthus cenepensis \| \| \| \| \| \| Tessmannianthus heterostemon \| \| \| \| \| \| Tessmannianthus quadridomius \| \| \| \| |
|                 | Tessmannianthus calcaratus |
|                 | |
|                 | Tessmannianthus carinatus |
|                 | |
|                 | Tessmannianthus cenepensis |
|                 | |
|                 | Tessmannianthus heterostemon |
|                 | |
|                 | Tessmannianthus quadridomius |
|                 | |